# Мерси-Аржанто, Эжен фон
Эжен Гийом Алексис фон Мерси-Аржанто (нем. Eugene Guillaume Alexis Graf von Mercy-Argenteau; фр. Eugène-Guillaume d’Argenteau, comte de Mercy; 1743, Юи, Австрийские Нидерланды (современная Бельгия) — 4 мая 1819, Вена) — австрийский военачальник, участник Революционных и Наполеоновских войн, фельдцейхмейстер (полный генерал). Вошел в историю, как человек, проигравший первое сражение, в котором французскими войсками самостоятельно командовал Наполеон Бонапарт.

## Биография
Эжен де Мерси-Аржанто происходил из франкоязычного графского рода, жившего в Бельгии, которая в ту эпоху принадлежала Австрии. В силу этого дом де Мерси-Аржанто хранил верность австрийскому императорскому дому. Даже когда в ходе революционных войн Бельгия перешла под управление Франции, де Мерси-Аржанто оставались на австрийской службе.
Будущий полководец родился в городе Юи. Его отцом был австрийский дипломат граф Флоримон де Мерси-Аржанто, прапрадедом — баварский фельдмаршал Франц фон Мерси.
В 1760 году, в ходе Семилетней войны, 17-летний юноша вступил в австрийскую армию, в пехотный полк «Мерси-Аржанто». Первым сражением, в котором ему довелось поучаствовать, было сражение при Торгау, последняя крупная битва Семилетней войны.
В 1773 году фон Мерси-Аржанто получил чин майора в пехотном полку «Лаудон». Во время 8-й Австро-турецкой войны, составлявшей единое целое с Русско-турецкой войной 1787—1791 годов, фон Мерси-Аржанто командовал этим полком в составе армии под командованием шефа полка, фельдмаршала Лаудона, и участвовал вместе с ним в осаде Белграда.
В ходе Войны первой коалиции против революционной Франции, генерал майор Мерси-Аржанто сражался в Италии в составе армии фельдцейхмейстера Жозефа Николаса де Винса. 11 мая 1796 года он был награждён рыцарским крестом ордена Марии Терезии.
Вскоре после этого он был произведён в фельдмаршал-лейтенанты и получил под своё командование отдельный корпус из 4 бригад (20 батальонов и 4 эскадрона) с которым самостоятельно провёл сражения при Монтенотте и при Дего против французской армии, которую только что возглавил генерал Бонапарт. Оба сражения Мерси-Аржанто проиграл, и это стало для Наполеона ключом ко всей его дальнейшей военной карьере.
После этого Мерси-Аржанто был отозван в тыл, и с 1796 по 1805 год занимал пост коменданта города и крепости Вены, столицы Австрии. Должность эта считалась почётной и сугубо тыловой, однако в 1805 году войска Бонапарта оказались уже под Веной и вошли в город. Правда, сам генерал Мерси-Аржанто при этом не присутствовал, поскольку с началом Войны третьей коалиции получил пост в армии эрцгерцога Карла. В её составе он сражался в битве при Кальдиеро, а затем возглавил резервный корпус армии эрцгерцога в Сан-Грегорио.
После окончания войны генерал Мерси-Аржанто вышел в отставку. Он получил после этого чин фельдцейхмейстера, однако к действительной службе больше не возвращался. Скончался фельдцейхмейстер Мерси-Аржанто в 1819 году в Вене.